# Cele Cinci Ere ale Universului
Cele cinci ere ale Universului (The Five Ages of the Universe) este o populară carte științifică scrisă de profesorul Fred Adams⁠(en)[traduceți] și Gregory P. Laughlin⁠(en)[traduceți] publicată prima oară în 1999.

## Erele
Scala de timp folosită în carte este suficient de complicată astfel încât autorii au convenit să utilizeze o notație științifică. Acestea se referă "al n-lea deceniu cosmologic," cu sensul de 10 anin după Big Bang. În cele ce urmează, n se referă la  deceniu cosmologic.
Evoluția în timp a Universului este împărțită în 5 perioade: 

### Era primordială
Era primordială este definită ca fiind "-50 < n < 5". În această eră se presupune că s-au petrecut Big Bang-ul, inflația cosmică ulterioară și nucleosinteza din timpul big bang-ului. Spre sfârșitul acestei ere, recombinarea electronilor a făcut universul transparent pentru prima dată. Autorii discută probleme de orizont și probleme privind netezimea spațiului.

### Era steliferică
Era steliferică este definită ca fiind "6 < n < 14". Aceasta este era actuală, în care materia este organizată sub formă de stele, galaxii și roiuri de galaxii iar cea mai mare parte din energie este produsă de stele. Stelele masive își epuizează combustibilul foarte rapid, în doar câteva milioane de ani. După această perioadă singurele stele rămase vor fi piticele albe, piticele cenușii, stelele neutronice și găurile negre. În această secțiune mai este discutat paradoxul lui Olbers.

### Era degenerată
Era degenerată este definită ca fiind "15 < n < 39". Aceasta este epoca piticelor cenușii, piticelor albe, stelelor neutronice și găurilor negre. Piticele albe vor asimila materie cenușie și vor continua să producă un nivel „nominal” de energie. Pe durata acestei epoci dezintegrarea protonilor⁠(en)[traduceți] va avea un efect vizibil (dezintegrarea protonilor încalcă legea conservării numărului de barioni⁠(en)[traduceți] dat de Modelul standard). Dacă se va petrece dezintegrarea protonilor, singurele forme de materie supraviețuitoare se vor regăsi în găurile negre.

### Era găurilor negre
Era Găurii Negre este definită ca fiind "40 < n < 100". În această eră materia se va regăsi doar în găurile negre. Găurile negre se evaporă lent prin intermediul mecanismului cuantic al radiației Hawking. La sfârșitul acestei epoci vor mai rămâne doar fotoni de energie scăzută, electroni, pozitroni și neutrini.

### Era întunecată
Era Întunecată este definită ca fiind "n > 101". În această eră va mai rămâne doar materie difuză iar activitatea din univers cu nivel foarte scăzut, energii foarte scăzute și scale de timp foarte mari. Electronii și pozitronii se vor întâlni ocazional și vor forma atomi de pozitroniu. Aceste structuri sunt instabile iar componentele constitutive se vor anihila. Se vor mai petrece alte procese de energie scăzută, dar foarte lent.